# Michael Kpakala Francis
Michael Kpakala Francis (ur. 12 lutego 1936 w Kakacie, zm. 19 maja 2013 w Monrovii) – liberyjski duchowny rzymskokatolicki, wikariusz apostolski, a następnie arcybiskup Monrovii.

## Życiorys
4 sierpnia 1963 otrzymał święcenia prezbiteriatu i został kapłanem wikariatu apostolskiego Monrovii. Studiował w Waszyngtonie, w Stanach Zjednoczonych, na Katolickim Uniwersytecie Ameryki (teologię i psychologię), Uniwersytecie Georgetown (etykę medyczną) oraz Uniwersytecie Howarda (teologię ekumeniczną).
28 października 1976 papież Paweł VI mianował go wikariuszem apostolskim Monrovii oraz biskupem tytularnym ausuccureńskim. 19 grudnia 1976 w katedrze w Monrovii przyjął sakrę biskupią z rąk pronuncjusza apostolskiego w Liberii i swego poprzednika na monrowijskiej katedrze abpa Francisa Carrolla SMA. Współkonsekratorami byli biskup Kenemy Joseph Henry Ganda oraz wikariusz apostolski Cape Palmas bp Boniface Nyema Dalieh.
19 grudnia 1981 wikariat apostolski Monrovii został podniesiony do rangi archidiecezji. Tym samym bp Francis został arcybiskupem monrowijskim.
Bp Francis był pierwszym Liberyjczykiem na monrowijskiej katedrze. Podczas swego pontyfikatu otwarcie sprzeciwiał się kolejnym brutalnym reżimom rządzącym Liberią jak i watażkom prowadzącym wojny domowe. Szczególnie krytykował zaciąganie nieletnich do zbrojnych bojówek oraz brak sprawiedliwości w państwie. Występował również w obronie ubogich. Założył Katolicką Komisję Sprawiedliwości i Pokoju oraz Radio Veritas, zaangażowane w proces pokojowy. W 1999 za zaangażowanie w obronę praw człowieka otrzymał Robert F. Kennedy Human Rights Award.
Kilkukrotnie przewodniczył konferencjom episkopatów, do których należał: w latach 1983–1986 (Konferencja Episkopatu Gambii, Sierra Leone i Liberii), 1989–1996 (Stowarzyszenie Konferencji Episkopatów Anglojęzycznej Afryki Zachodniej) i 1999–2005 (Konferencja Episkopatu Liberii).
W 2004 doznał udaru, po którym nie był już w pełni sprawny. 12 lutego 2011 przeszedł na emeryturę.